# Nelistrobyctiscus malaccanus
Nelistrobyctiscus malaccanus is een keversoort uit de familie Rhynchitidae. De wetenschappelijke naam van de soort is voor het eerst geldig gepubliceerd in 1931 door Voss.